# Tofta kyrka, Gotland
Tofta kyrka är en kyrkobyggnad på Gotland. Den är församlingskyrka i Eskelhem-Tofta församling i Eskelhems pastorat i Visby stift.

## Kyrkobyggnaden
Tofta  vitkalkade kyrka ligger väl synlig i det öppna landskapet. Kyrkans äldsta synliga del är tornet från 1200-talet. Det uppfördes till en tidigare mindre kyrka från slutet av 1100-talet. Från denna tidigare kyrka finns murar kvar; dessa bildar ett sex meter brett långhus och kvadratiskt kor med fyra meter långa sidor. 
Det nuvarande långhuset och det rakslutande koret med sina gotiska spetsbågiga fönsteröppningar och portaler uppfördes under 1300-talets mitt. Sakristian tillkom så sent som 1881. Invändigt bärs de fyra valven upp av en rundformad pelare som vilar på en ornerad bas och kapitäl. 
1958–59 genomfördes en restaurering under ledning av arkitekt Nils Arne Rosén. Vid denna framtogs målningsfragment från 1300-talet på triumfbågsväggen.

## Interiör
- Skulpterad dopfunt av sandsten från 1100-tals kyrkan med bilder ur Jesu barndom utförd av anonymmästaren Semibyzantios.
- Retabel från 1300-talet antagligen  snidat i Lübeck. Huvudmotivet utgörs av Gud Fader som håller den korsfäste framför sig
- Predikstolen är troligen utförd under 1600-talet. Baldakinen eller ljudtaket är försett med den danske kungen Fredrik I:s namnskiffer
- Madonnaskulptur samt en snidad Sankt Olofsbild, båda från 1300-talet
- Medeltida brudbänk
- Ringbrynjan i Tofta

## Orgel
Kyrkans orgel med fasad i nygotisk stil anskaffades 1900. Den är byggd av K A Anderssons Orgelfabrik, Stockholm, eller Åkerman & Lund, Stockholm. Orgeln är mekanisk. 
| Manual        | Pedal   | Koppel     |
| Subbas 16’    | Bihängd | Man/Ped    |
| Principal 8’  |         | Man 4'/Man |
| Rörflöjt 8’   |         |            |
| Salicional 8’ |         |            |
| Octava 4'     |         |            |
| Gedackt 4’    |         |            |

## Bilder

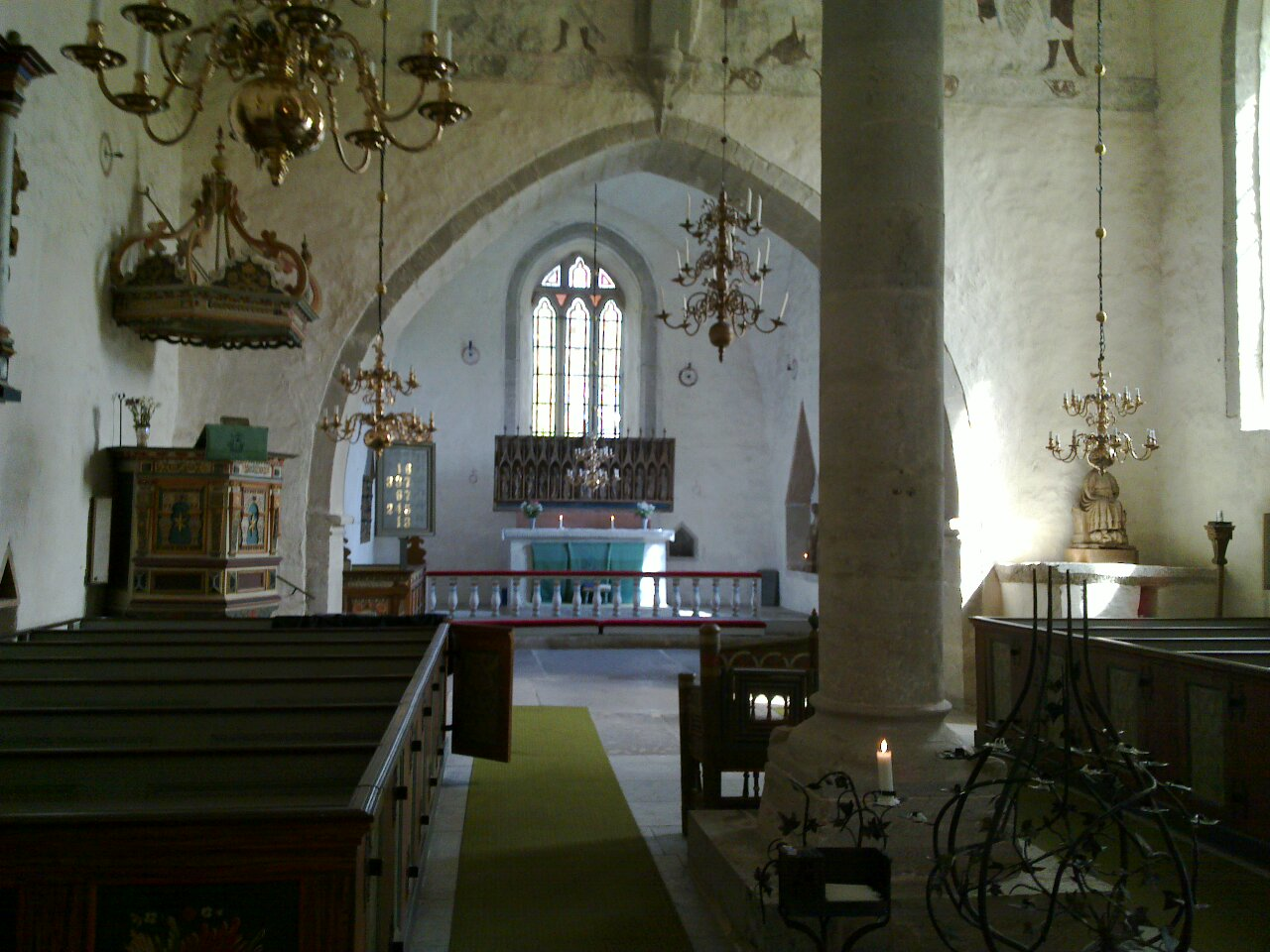
Kyrkas interiör mot öster.
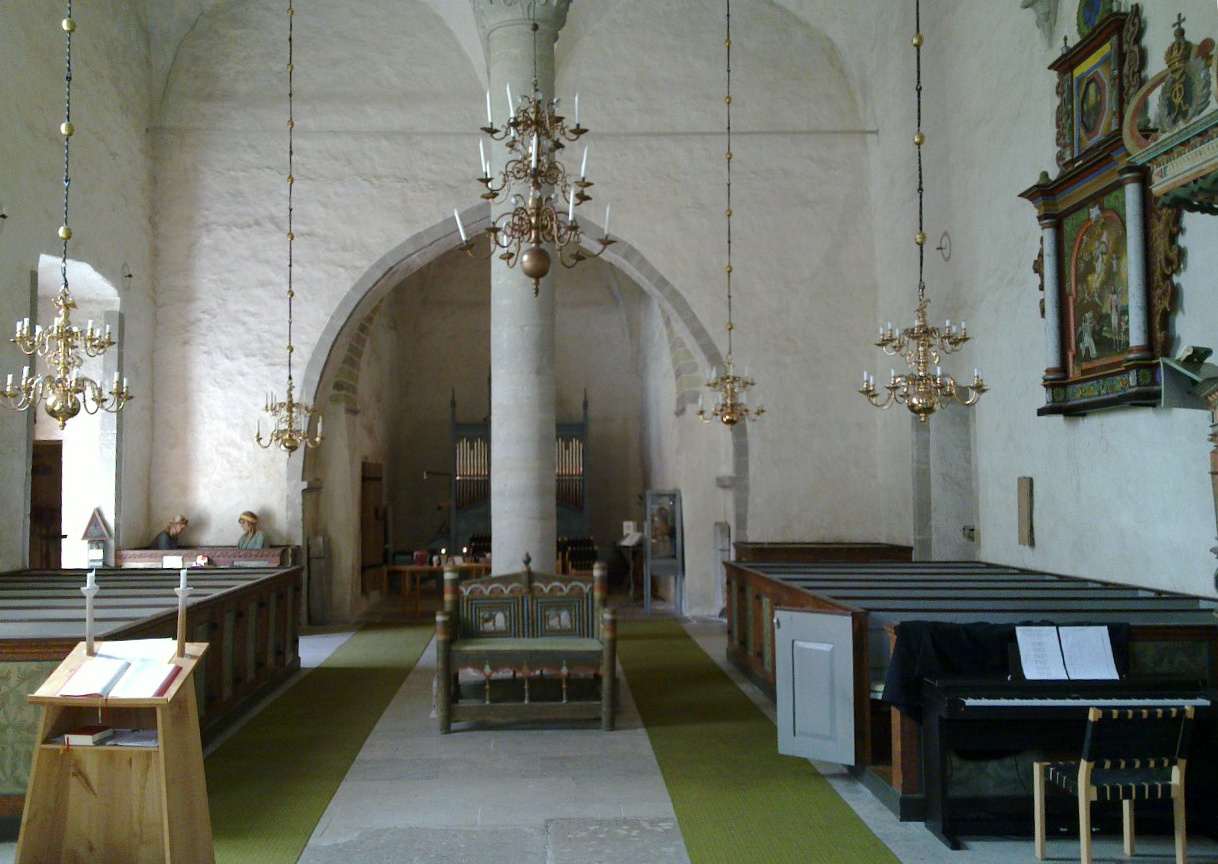
Kyrkans interiör mot väster.
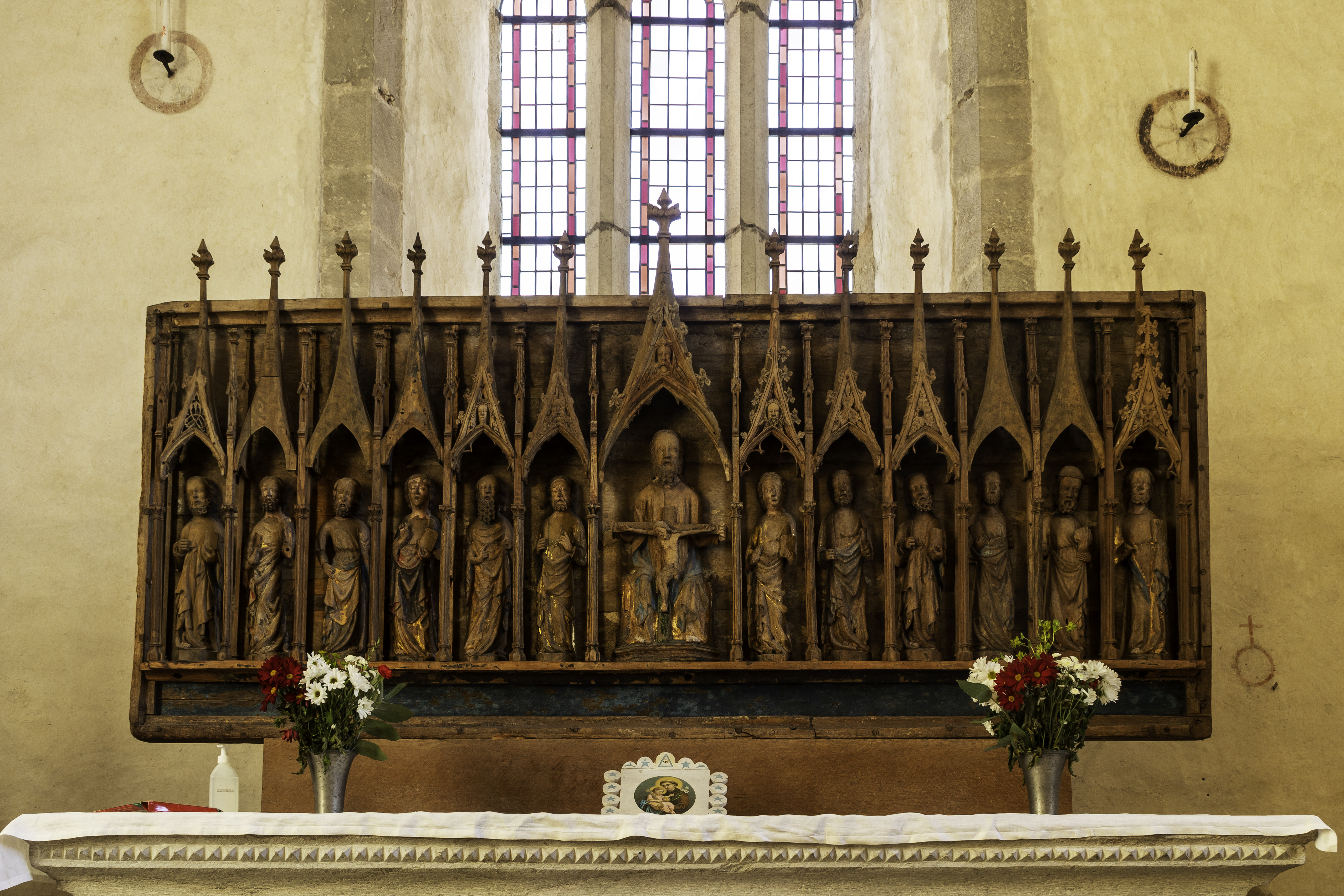
Retablet från 1300-talet.
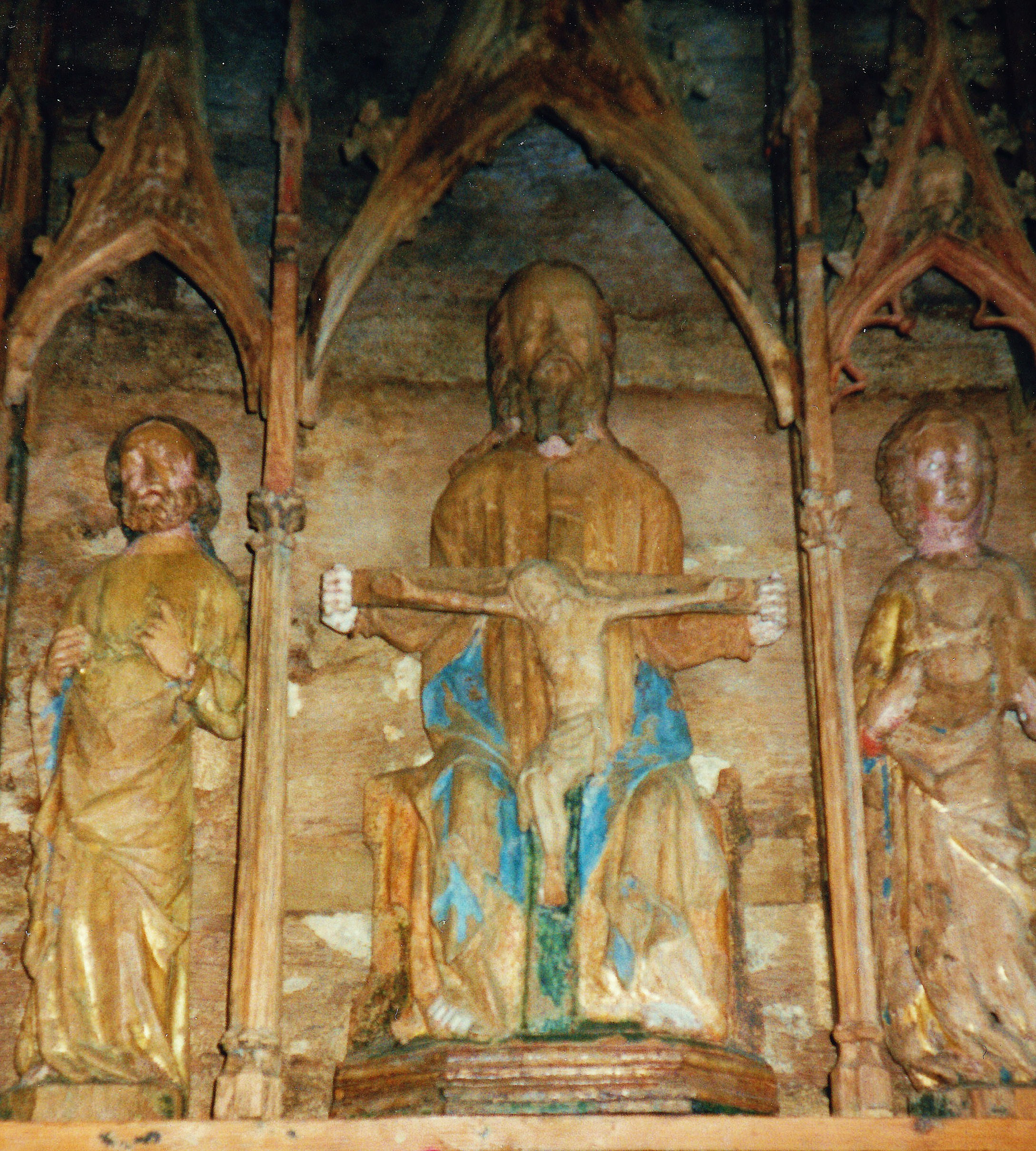
Mittbilden ur retablet .
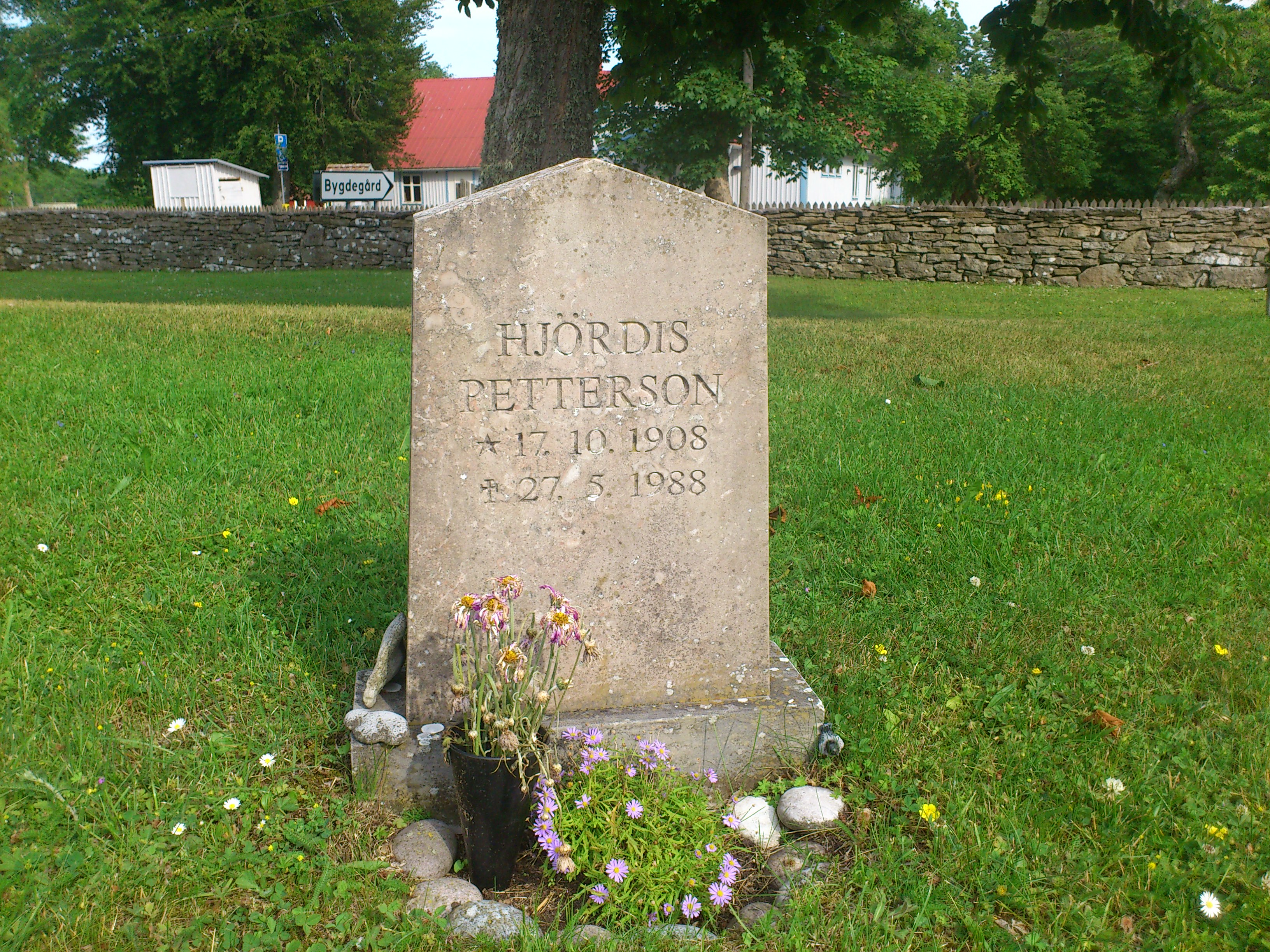
Skådespelerskan Hjördis Pettersons grav.